# Ceratocombus coleoptratus
Ceratocombus coleoptratus är en insektsart som först beskrevs av Zetterstedt 1819.  Ceratocombus coleoptratus ingår i släktet Ceratocombus och familjen dvärgskinnbaggar. Arten är reproducerande i Sverige. Inga underarter finns listade i Catalogue of Life.